# Kouh-Est
Le Kouh-Est est un des 6 départements composant la région du Logone Oriental au Tchad. Son chef-lieu est Bodo.

## Subdivisions
Le département du Kouh-Est est divisé en 3 sous-préfectures :
- Bodo
- Bédjo
- Béti

## Administration
Préfets du Kouh-Est
- 9 octobre 2008 : Moregan Tarnodji Gosngar[1]
- 2010 : Sougour Mahamat Galama